# Hallgrímur Jónasson
Hallgrímur Jónasson (født 4. maj 1986 i Húsavík) er en islandsk fodboldspiller, der har spillet for Lyngby Boldklub i forsvaret og på den defensive midtbane for OB.
Han har spillet 16 kampe for Islands fodboldlandshold.

## Karriere

### IF Völsungur Húsavík
Jónasson fik sin fodboldopdragelse i Húsavík-klubben IF Völsungur Húsavík. Som 15-årig spillede han i sæsonen 2002 12 kampe og 3 mðl for klubbens førstehold i Islands næstbedste række.

### Þór Akureyri
I januar 2003 skiftede han til klubben Þór Akureyri fra Akureyri. I løbet af 3 sæsoner i klubben, blev han registreret for 35 kampe og 3 mål.

### Keflavík Football Club
Hallgrímur Jónassons skiftede til Keflavík Football Club den 21. december 2005 en kontrakt med klubben, gældende fra 1. januar 2006. Spillede i alt 3 sæsoner for klubben, og blev noteret for 49 kampe og 4 mål.

### GAIS
Jónasson underskrev den 5. december 2008 en kontrakt med den svenske allsvenskanklub GAIS fra Göteborg. På dette tidspunkt var Jónasson skadet efter en operation i november samme år, og han spille ingen kampe i starten af Allsvenskan 2009. I den efterfølgende sæson spillede han som fast mand i klubbens forsvar. Han spillede 47 kampe for GAIS og scorede 3 mål.

### SønderjyskE
Hallgrímur Jónasson skiftede fra GAIS til den danske klub SønderjyskE Fodbold i sommeren 2011, på en lejeaftale der var gældende indtil 31. december 2011. Efter en efterårssæson hvor Jónasson var fast mand i startopstilligen, blev SønderjyskE og GAIS i slutningen af november 2011 om en transfer på spilleren. Jónasson underskrev en 3-årig kontrakt med den danske klub gældende fra 1. januar 2012.

### Odense Boldklub
I sommeren 2014 skrev han kontrakt med OB, hvor han tiltrådte ved sit kontraktudløb efter den 31. december 2014. Jonasson var anfører for OB og spillede 48 kampe med holdet i Superligan.

### Lyngby Boldklub
Den 14. juli 2016 blev det offentliggjort, at Hallgrímur Jónasson havde skrevet under på en toårig aftale med Lyngby Boldklub. Han fik sin debut for Lyngby BK i en Superligakamp den 19. september, da han spillede alle 90 minutter i 1-0-sejren hjemme over AaB. Jonason vandt bronze medalje med Lyngby BK sæsonen 2016-2017.

### Knattspyrnufélag Akureyrar
D. 22. december 2017 blev det offentliggjort, at Hallgrímur Jónasson og Lyngby BK opsagde samarbejdet for at Hallgrímur igen kunne vende hjem til Island. herefter skrev han kontrakt med den islandske klub KA.

## International karriere
Han fik debut på Islands fodboldlandshold den 16. marts 2008, i en kvalifikationskamp mod Færøerne. Efter skiftet til danske SønderjyskE i sommeren 2011 blev Hallgrímur Jónasson igen udtaget til landsholdet. Her fik han spilletid i EM-kvalifikationskampene mod Cypern og Portugal i september og oktober 2011. Jonasson har spillet 16 A- landskampe og scoret 3 mål.
I perioden 2007-2008 spillede han 10 kampe for Islands U/21-fodboldlandshold.
Jonasson har spillet 4 U-19 kampe for Island